# Piragüisme als Jocs Olímpics d'estiu de 2024 - C-2 500m Femení
La prova de C-2 500m femenina de Piragüisme en aigües tranquil·les als Jocs Olímpics de París 2024 serà la 2a edició de l'esdeveniment en unes Olimpíades. La prova es disputarà entre el 6 i el 8 d'agost del 2024 a l'Estadi nàutic olímpic de l'Illa de França, situat al municipi francès de Vaires-sur-Marne.
Les xineses Xu Shixiao i Sun Mengya són les úniques i vigents campiones de la disciplina olímpica després de guanyar la medalla d'or als Jocs Olímpics de Tòquio 2020. La medalla de plata fou per les ucraïneses Anastasiia Chetverikova i Liudmyla Luzan, mentres que la medalla de bronze la va aconseguir l'embarcació formada per les piragüistes canadenques Laurence Vincent-Lapointe i Katie Vincent.

## Format

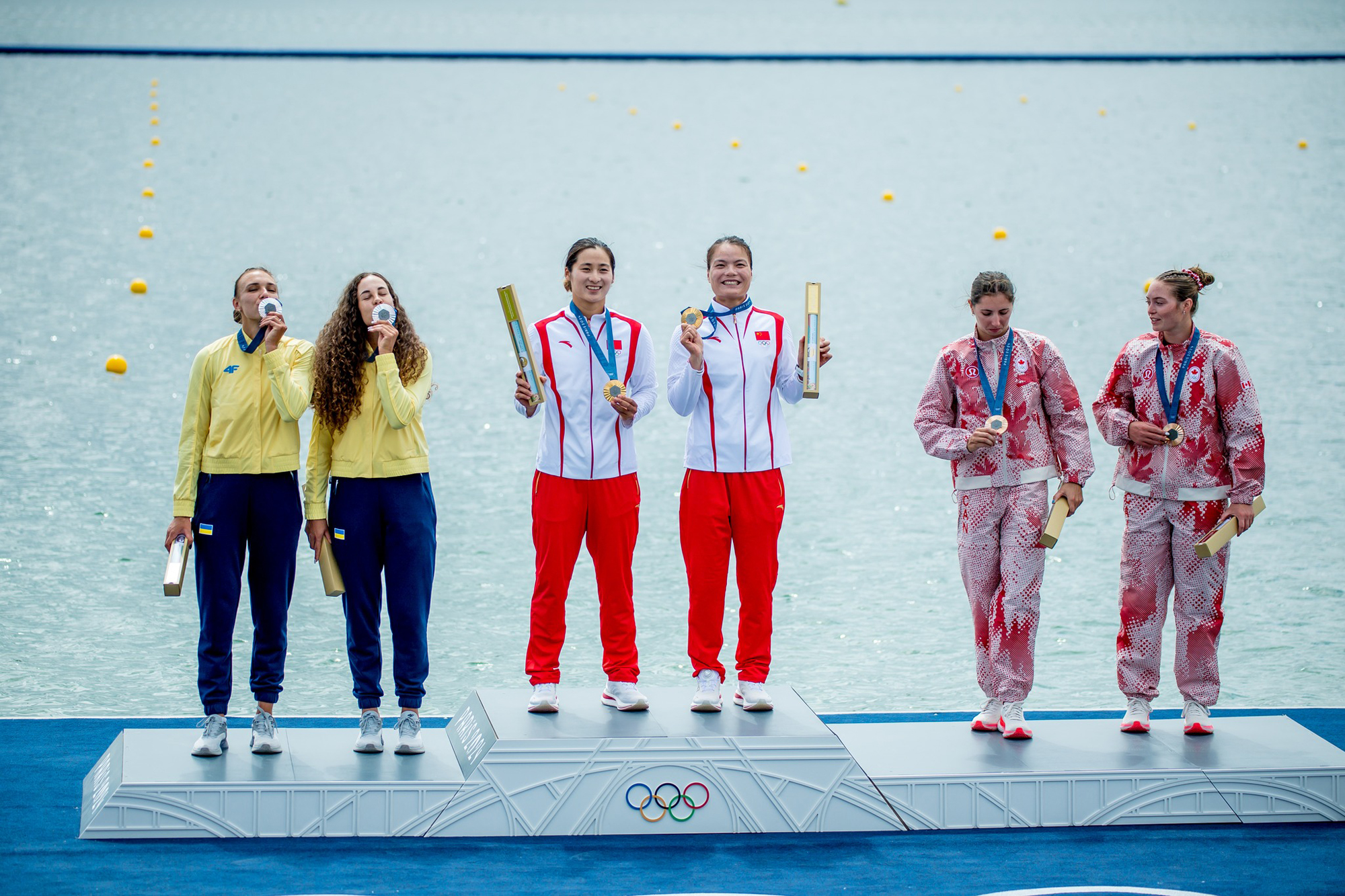
Podi de la prova

El sistema de competició consisteix en un format de 4 rondes (preliminars, quarts de final, semifinals i final), on les piragüistes competiran entre elles per anar avançant en les diferents curses. Les classificacions de cada ronda depenen de les embarcacions de cada cursa i de la posició final. La distància que hauran de recórrer són 500 metres en una canoa amb 2 piragüistes i les 3 primeres embarcacions que quedin en les primeres posicions a la final, guanyaran les medalles.

## Classificació
13 embarcacions s'han classificat per la prova olímpica. Les 8 primeres places es van atorgar en el Campionat del Món de Piragüisme en aigües tranquil·les que es va disputar a Duisburg entre el 23 i el 27 d'agost del 2023. La resta de places s'han guanyat en les competicions continentals amb 1 plaça aconseguida per cada federació. Les places s'han assignat als països i després han estat les federacions nacionals qui han corroborat, o no, l'atleta classificada.
| Esdeveniment             | Data                  | Places | País       | Atleta classificada |
| ------------------------ | --------------------- | ------ | ---------- | ------------------- |
| Campionat del Món        | 23 - 27 agost 2023    | 9      | Xina       |                     |
| Campionat del Món        | 23 - 27 agost 2023    | 9      | Xina       |                     |
| Campionat del Món        | 23 - 27 agost 2023    | 9      | Espanya    |                     |
| Campionat del Món        | 23 - 27 agost 2023    | 9      |            |                     |
| Campionat del Món        | 23 - 27 agost 2023    | 9      | Canadà     |                     |
| Campionat del Món        | 23 - 27 agost 2023    | 9      |            |                     |
| Campionat del Món        | 23 - 27 agost 2023    | 9      | Alemanya   |                     |
| Campionat del Món        | 23 - 27 agost 2023    | 9      |            |                     |
| Campionat del Món        | 23 - 27 agost 2023    | 9      | Hongria    |                     |
| Campionat del Món        | 23 - 27 agost 2023    | 9      |            |                     |
| Campionat del Món        | 23 - 27 agost 2023    | 9      | Cuba       |                     |
| Campionat del Món        | 23 - 27 agost 2023    | 9      |            |                     |
| Campionat del Món        | 23 - 27 agost 2023    | 9      | Moldàvia   |                     |
| Campionat del Món        | 23 - 27 agost 2023    | 9      |            |                     |
| Campionat del Món        | 23 - 27 agost 2023    | 9      | Ucraïna    |                     |
| Campionat del Món        | 23 - 27 agost 2023    | 9      |            |                     |
| Classificació Àfrica     | 23 - 26 novembre 2023 | 1      | Nigèria    |                     |
| Classificació Àfrica     | 23 - 26 novembre 2023 | 1      | Nigèria    |                     |
| Classificació Oceania    | 14 - 18 febrer 2024   | 1      | -          |                     |
| Classificació Àsia       | 18 - 21 abril 2024    | 1      | Kazakhstan |                     |
| Classificació Àsia       | 18 - 21 abril 2024    | 1      | Kazakhstan |                     |
| Classificació Panamèrica | 26 - 28 abril 2024    | 1      | Xile       |                     |
| Classificació Panamèrica | 26 - 28 abril 2024    | 1      | Xile       |                     |
| Classificació Europa     | 8 - 9 maig 2024       | 1      | Polònia    |                     |
| Classificació Europa     | 8 - 9 maig 2024       | 1      | Polònia    |                     |

## Medaller històric
| Posició | País    | Or | Argent | Bronze | Total |
| ------- | ------- | -- | ------ | ------ | ----- |
| 1       | Xina    | 1  | 0      | 0      | 1     |
| 2       | Ucraïna | 0  | 1      | 0      | 1     |
| 3       | Canadà  | 0  | 0      | 1      | 1     |